# Colón (Stadt, Panama)
Colón ist eine Hafenstadt an der Karibik-Küste des mittelamerikanischen Staates Panama mit ca. 45.000 Einwohnern. Sie ist die Hauptstadt der gleichnamigen Provinz Colón mit ca. 250.000 Einwohnern. Colón liegt am atlantischen Zugang zum Panamakanal. Seit dem Jahr 1988 ist die Stadt Sitz des Bistums Colón-Kuna Yala.

## Lage und Klima
Die Stadt liegt am nordwestlichen Ende des Panamakanals bzw. ca. 75 km (Fahrtstrecke) nordwestlich von Panama-Stadt. Das Klima ist meist schwülwarm; Regen (ca. 1900 mm/Jahr) fällt überwiegend in den Monaten Mai bis November.

## Geschichte
Die Stadt wurde im Jahr 1850 am Endpunkt der Panama Railroad auf der Insel Manzanillo gegründet. In den USA wurde die Stadt nach dem Financier des Panamakanals William Henry Aspinwall Aspinwall benannt, während die hispanische Gemeinschaft sie nach dem spanischen Namen für Christoph Kolumbus Colón nannte. Im Jahr 1885 wurde die Stadt Opfer eines Großbrands im kolumbianischen Bürgerkrieg; auch 1915 kam es zu einem Großfeuer. Die Einwohnerzahl stieg – bedingt durch  den Bau des Panamakanals – von etwa 3.000 Personen im Jahr 1900 auf mehr als 30.000 Menschen im Jahr 1920.
Colón wurde 1950 von der amerikanischen Panamakanalzone abgetrennt und an Panama übergeben. So bildete die Stadt in den Jahren 1950 bis 1999 eine Enklave innerhalb der Panamakanalzone. Im Jahr 1953 wurde eine Freihandelszone eingerichtet, die sich heute z. T. in der Hand arabischer Kaufleute befindet. Ende der 1960er Jahre kam es zum wirtschaftlichen Niedergang, der zur Verarmung großer Teile der Bevölkerung und zum Verfall ganzer Stadtviertel führte. Die Bevölkerung nimmt weiter ab, Sanierungsversuche schlugen fehl.  
Am 15. Dezember 1988 errichtete Papst Johannes Paul II. das römisch-katholische Bistum Colón.

## Wirtschaft
Colón ist ein bedeutender Hafen und Handelsplatz sowie touristisches Ziel an den Kanalschleusen. Im Jahr 1953 wurde Colón zum Freihafen/Freihandelszone, der Hafen nimmt hier weltweit den zweiten Platz ein. Trotzdem erging es seit den späten 1960er Jahren der Wirtschaft in Colón immer schlechter. Viele der traditionellen Jobs im Hafen fielen mit der Umstellung auf Frachtcontainer weg. Heutzutage liegt die Arbeitslosenquote bei rund 40 %; die Armutsquote ist noch größer. Colón gilt als eine der gefährlichsten Städte der Welt und viele Reiseführer raten aus diesem Grund von einem Besuch der Stadt ab.

## Städtepartnerschaften
- Mandeville, Louisiana, USA
- Santos, São Paulo, Brasilien

## Söhne und Töchter der Stadt
- Big Fletchit (1916–1983), Jazzschlagzeuger
- Robert Mavounzy (1917–1974), Jazzmusiker
- Norman Ives (1923–1978), US-amerikanischer Grafikdesigner, Künstler, Lehrer und Verleger
- Demetrio Basilio Lakas (1925–1999), 35. Staatspräsident von Panama
- Thomas U. Greer (1928–2014), Generalmajor der United States Army
- Billy Cobham (* 1944), Jazzdrummer
- Rómulo Emiliani Sánchez (* 1948), römisch-katholischer Geistlicher, emeritierter Weihbischof in San Pedro Colón
- Jorge Sylvester (* 1954), Jazzsaxophonist
- Julio César Dely Valdés (* 1967), Fußballspieler und -trainer
- Guillermo Jones (* 1972),  Boxer
- Manuel Alcides Acosta (* 1981), Baseballspieler
- Irving Saladino (* 1983), Leichtathlet
- Armando Cooper (* 1987), Fußballspieler
- Éric Davis (* 1991), Fußballspieler
- José González Joly (* 1991), Fußballspieler
- Hárold Cummings (* 1992), Fußballspieler
- José Fajardo (* 1993), Fußballspieler
- Abdiel Arroyo (* 1993), Fußballspieler
- Edgar Bárcenas (* 1993), Fußballspieler
- Natalie Aranda (* 1995), Weitspringerin
- Michael Murillo (* 1996), Fußballspieler
- Arturo Deliser (* 1997), Sprinter
- Gilberto Hernández (1997–2023), Fußballspieler